# Vuk Sotirović
Vuk Sotirović (srb. Вук Сотировић, ur. 13 lipca 1982 w Belgradzie) – serbski piłkarz występujący na pozycji napastnika.

## Sukcesy

### Śląsk Wrocław
- Puchar Ligi Polskiej (1): 2009

## Kariera klubowa
28 lipca 2011 roku podpisał roczny kontrakt z Pogonią Szczecin z opcją jego przedłużenia. W 2012 roku ze szczecińską drużyną wywalczył awans do Ekstraklasy.
We wrześniu 2013 roku podpisał kontrakt ze serbskim klubem FK Javor Ivanjica.